# إدي مارقو
إدي مارقو (بالمجرية: Margó Ede) هو نحات مجري، ولد في 8 مايو 1872 في بشت في المجر، وتوفي في 2 فبراير 1946 في بالاتونالمادي ‏ في المجر.